# Francia ai Giochi della I Olimpiade
La Francia partecipò ai Giochi della I Olimpiade svoltisi dal 6 al 15 aprile 1896 ad Atene.

## Medaglie
| Medaglia | Atleta                  | Sport            | Specialità             |
| -------- | ----------------------- | ---------------- | ---------------------- |
| Oro      | Eugène-Henri Gravelotte | Ciclismo         | 100 kilometri su pista |
| Oro      | Paul Masson             | Ciclismo         | 2000 metri su pista    |
| Oro      | Paul Masson             | Ciclismo         | Cronometro su pista    |
| Oro      | Paul Masson             | Ciclismo         | 10 kilometri su pista  |
| Oro      | Léon Flameng            | Scherma          | Fioretto               |
| Argento  | Henri Callot            | Scherma          | Fioretto               |
| Argento  | Léon Flameng            | Ciclismo         | 10 kilometri su pista  |
| Argento  | Joanni Perronet         | Scherma          | Fioretto maestri       |
| Argento  | Alexandre Tuffèri       | Atletica leggera | Salto triplo           |
| Bronzo   | Albin Lermusiaux        | Atletica leggera | 1500 metri             |
| Bronzo   | Léon Flameng            | Ciclismo         | 2000 metri su pista    |

## Risultati

### Atletica leggera
| Atleta                | Evento             | Finale      | Finale      |
| Atleta                | Evento             | Tempo       | Classifica  |
| --------------------- | ------------------ | ----------- | ----------- |
| Adolphe Grisel        | 100 metri piani    | Sconosciuto | Sconosciuto |
| Frantz Reichel        | 110 metri ostacoli | Sconosciuto | Sconosciuto |
| Adolphe Grisel        | 400 metri piani    | Sconosciuto | Sconosciuto |
| Frantz Reichel        | 400 metri piani    | Sconosciuto | Sconosciuto |
| Albin Lermusiaux      | 800 metri          | 2'16"6      | Sconosciuto |
| Georges de la Nézière | 800 metri          | Sconosciuto | Sconosciuto |
| Albin Lermusiaux      | 1500 metri         | 4'37"0      |             |
| Sokratis Lagoudakis   | Maratona           | Sconosciuto | 9°          |
| Albin Lermusiaux      | Maratona           | Sconosciuto | Sconosciuto |
| Adolphe Grisel        | Salto in lungo     | Sconosciuto | Sconosciuto |
| Alexandre Tuffèri     | Salto in lungo     | Sconosciuto | Sconosciuto |
| Alexandre Tuffèri     | Salto triplo       | 12,70 m     |             |
| Adolphe Grisel        | Lancio del disco   | Sconosciuto | Sconosciuto |

### Ciclismo

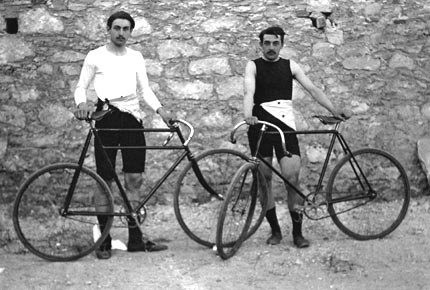
I ciclisti francesi, Léon Flameng (a sinistra) e Paul Masson

| Atleta       | Evento                 | Finale      | Finale     |
| Atleta       | Evento                 | Punteggio   | Classifica |
| ------------ | ---------------------- | ----------- | ---------- |
| Paul Masson  | 2000 metri su pista    | 4'58"2      |            |
| Léon Flameng | 2000 metri su pista    | Sconosciuto |            |
| Paul Masson  | 10 kilometri su pista  | 17'54"2     |            |
| Léon Flameng | 10 kilometri su pista  | 17'54"8     |            |
| Léon Flameng | 100 kilometri su pista | 3h08'19"2   |            |
| Paul Masson  | Cronometro su pista    | 24"0        |            |
| Léon Flameng | Cronometro su pista    | 27"0        | 5°         |

### Ginnastica
| Atleta         | Evento    | Finale      | Finale      |
| Atleta         | Evento    | Tempo       | Classifica  |
| -------------- | --------- | ----------- | ----------- |
| Adolphe Grisel | Parallele | Sconosciuto | Sconosciuto |

### Scherma

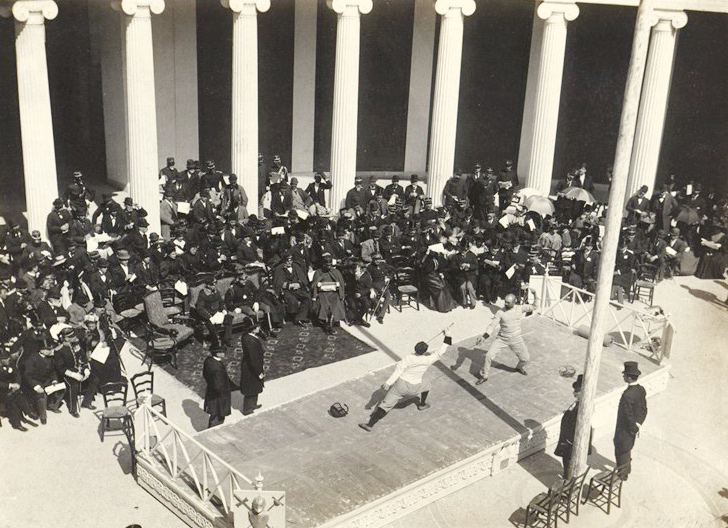
La finale del torneo di fioretto tra Gravelotte e Callot

| Atleta                  | Evento           | Finale    | Finale     |
| Atleta                  | Evento           | Punteggio | Classifica |
| ----------------------- | ---------------- | --------- | ---------- |
| Eugène-Henri Gravelotte | Fioretto         | 12/7      |            |
| Henri Callot            | Fioretto         | 11/7      |            |
| Henri de Laborde        | Fioretto         | 5/8       | 5°         |
| Joanni Perronet         | Fioretto maestri | 1/3       |            |

### Tennis
| Atleta | Evento    | Finale    | Finale     |
| Atleta | Evento    | Punteggio | Classifica |
| ------ | --------- | --------- | ---------- |
| Defert | Singolare | ---       | 1º Turno   |

### Tiro a segno
| Atleta           | Evento            | Finale      | Finale     |
| Atleta           | Evento            | Punteggio   | Classifica |
| ---------------- | ----------------- | ----------- | ---------- |
| Albin Lermusiaux | Carabina militare | Sconosciuto | 14°-41°    |